# Salamandrina
Salamandrina es un género de anfibios urodelos de la familia Salamandridae.

## Especies
El género comprende dos especies:
- Salamandrina perspicillata (Savi, 1821)
- Salamandrina terdigitata (Bonnaterre, 1789)

Ambas son endémicas de la Península itálica.